# Lucia di Lammermoor
Lucia di Lammermoor is een dramma tragico, of tragische opera in drie bedrijven van Gaetano Donizetti. Salvatore Cammarano schreef het Italiaanse libretto naar de historische roman The Bride of Lammermoor van Walter Scott. Het is een van de belangrijkste belcanto-opera's.
De première vond plaats op 26 september 1835 in het Teatro San Carlo te Napels. Donizetti bewerkte deze partituur ook tot een Franstalige versie: deze ging op 6 augustus 1839 in première in het Théâtre de la Renaissance te Parijs als Lucie de Lammermoor.

## Historische en literaire bronnen

### Literaire bron

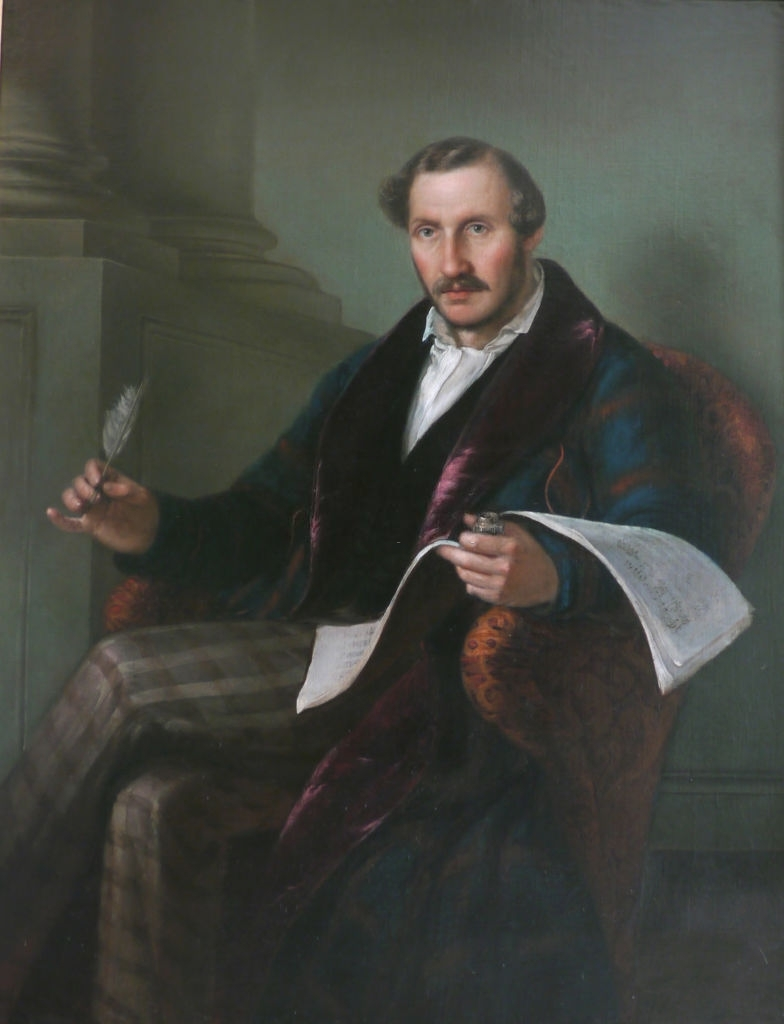
Donizetti

Walter Scott was dikwijls de bron voor libretti bij de romantische componisten. Zijn The Bride of Lammermoor was ook voor Donizetti al herhaaldelijk tot een opera bewerkt. Om de roman zo snel mogelijk hanteerbaar te maken – er diende zoals altijd een einddatum te worden behaald - hebben Donizetti en Cammarano vermoedelijk het libretto van Michele Carafa Le Nozze de Lammermoor gebruikt. Deze opera was zes jaar tevoren in Parijs uitgevoerd. Het is vanuit dit - ten opzichte van de oorspronkelijke roman op wezenlijke punten beknotte - libretto moeilijk om de achtergrond van de karakters te peilen; ook al omdat in dit libretto bij uitvoeringen vaak coupures worden aangebracht.
Carafa had het aantal personages al flink verminderd. Donizetti en Cammarano gingen daarin verder: de hele familie Ashton (moeder, vader, twee broers) werd tot één personage ineengeschoven: Enrico. Ook verdween de babbelzieke knecht (Caleb Balderstone) van Enrico en de dreigende Craigengelt, een zeekapitein met kwade bedoelingen en een verborgen agenda.
Wel bleef de geestelijke Reverend Bide-the-Bend gehandhaafd als Raimondo. Frank Hayston, heer van Bucklaw, blijft vrijwel onveranderd als Arturo.
De blinde Alice, een oude helderziende kluizenaarster met occulte gewoontes, wordt als Alisa een nogal saaie vertrouwelinge, die in de Franse versie dan ook niet meer zou voorkomen.
Er zijn in het libretto veel andere elementen verloren gegaan uit de roman van Scott; zoals de drie heksen, die daar de oorzaak van de waanzin van Lucia zijn.

### Historische bron
Het verhaal is op een historische gebeurtenis geënt: het huwelijk tussen Janet Dalrymple en David Dunbar ten tijde van de godsdienststrijd in Engeland en Schotland aan het eind van de 17e eeuw. Een ambitieuze moeder dwong haar dochter te trouwen met iemand, die de dochter duidelijk niet zag zitten. Deze David Dunbar moest in zijn huwelijksnacht ontzet worden uit de bruidssuite, daar hij ernstig door Janet verwond zou zijn. Overigens werd hij ontzet door de geliefde van Janet; dus het zal wel nooit duidelijk worden of deze niet de aanvaller van Dunbar is geweest.

### Toegevoegde elementen
Donizetti en Cammarano hebben de finale aangepast. De mysterieuze verdwijning van Edgar(do) - hij zinkt in de roman weg in drijfzand, als hij op weg is naar het duel – werd anders opgezet: de opera eindigt met een grote zelfmoordscène bij het graf van de Ravenswoods.
Voorts worden een spook, een storm en met name de waanzinscène van Lucia toegevoegd. Evenals in de roman is de sfeer donker en dreigend. Het verhaal (verboden begeerte, rivaliteit van families, de dood van twee geliefden) lijkt verwant aan Romeo en Julia. Maar Shakespeare biedt nog optimisme, kans op ontsnapping (die door een foutje in de timing mislukt). Voor Lucia en Edgardo is er geen ontsnapping maar ellende, waanzin en een verschrikkelijk einde.

## Rolverdeling
| Rol                                               | Stemtype     | Premièrecast, 26 september 1835 (Dirigent: Donizetti) |
| ------------------------------------------------- | ------------ | ----------------------------------------------------- |
| Lucia                                             | sopraan      | Fanny Tacchinardi Persiani                            |
| Enrico Ashton, Lord van Lammermoor, Lucia's broer | bariton      | Domenico Cosselli                                     |
| Edgardo, Lord van Ravenswood, Lucia's geliefde    | tenor        | Gilbert Louis Duprez                                  |
| Arturo Lord van Bucklaw, Lucia's bruidegom        | tenor        | Balestrieri                                           |
| Raimondo Bidebent, De (protestantse) kapelaan     | bas          | Carlo Ottolini Porto                                  |
| Alisa, Lucia's metgezellin                        | mezzosopraan | Teresa Zappucci                                       |
| Normanno, jachtmeester, vazal van Enrico          | tenor        | Anafesto Rossi                                        |
| Vazallen, bedienden, bruiloftsgasten              |              |                                                       |

## Synopsis

### Belangrijkste verhaallijn
De broer van Lucia, Enrico (Heer van Lammermoor) heeft deelgenomen aan een tegen de koning gerichte politieke beweging. Politiek en financieel dreigt de ondergang. Hij heeft besloten zijn zus uit te huwelijken aan Arturo, Heer van Bucklaw. Lucia weet hier niets van, en, erger nog, Enrico is er niet van op de hoogte dat zijn zuster tedere gevoelens koestert voor Edgardo Heer van Ravenswood, wiens familie sinds zolang men heugt ruzie heeft met de zijne.
Wanneer hij er evenwel achter komt, worden grove en slinkse middelen gebruikt om deze liefde te fnuiken.

### Eerste bedrijf

#### Eerste toneel
De velden rond de ruïne van kasteel Ravenswood. Eind 17e eeuw. Korte prelude in bes (met dreigende pauken roulades en hoorns).

Enrico dwaalt met jagers rond het nu aan Lammermoor toegevallen voormalige bezit van zijn vijanden. Enrico vertelt – na vertrek van de jagers- aan zijn jachtmeester Normanno, waarom hij zo onrustig is. Edgardo zijn doodsvijand zou vanaf zijn ruïne kunnen lachen, want het politieke tij zit tegen en alleen een huwelijk van zijn zuster Lucia met Arturo Bucklaw zou Enrico’s lot kunnen keren. Maar Lucia weigert. De kapelaan Raimundo werpt tegen, dat zijn zuster nog te bedroefd is om de dood van haar moeder om aan liefde te kunnen denken. Normanno schampert, dat Lucia in het geheim een jonge man ontmoet, die haar van een losgeslagen stier heeft gered. Na enige druk van Enrico onthult hij de identiteit: haar minnaar blijkt Enrico’s aartsvijand: Edgardo van Ravenswood. Enrico (Larghetto Cruda, funesta smania) bezingt met Normanno en Raimondo zijn opkomende woede en vervloekt zijn zuster. De jagers komen (koor: Come vinti) melden dat Edgardo nabij is. Raimondo probeert te sussen. Enrico echter wijst dat af (cabaletta La pietade in suo favore). “Het vuur van dit ellendig paar zal met bloed geblust worden”.

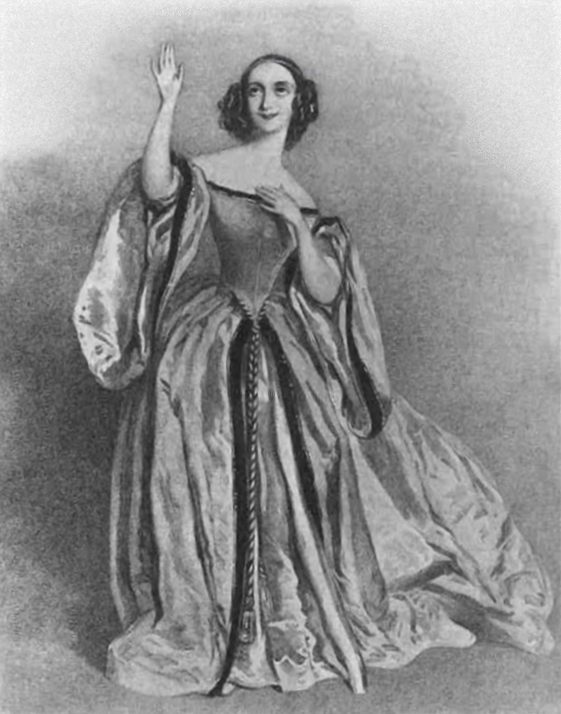
Fanny Tacchinardi Persiani

#### Tweede toneel a
Park van Lammermoor, bij een bron.
Uitvoerige harpsolo terwijl Lucia en haar gezellin Alisa rondwandelen in afwachting van Edgardo. Lucia ((Larghetto): Regnava nel silenzio) verhaalt van haar huiver van de bron: eens wierp een Ravenswood het lichaam van een vermoorde Lammermoor in het nu ook in haar ogen rood gekleurde water. Zij ziet de Geest van de dode vrouw. (Aria met uitgeschreven versieringen, wat haar onzekerheid tot uitdrukking brengt). Op Alisa’s oproep haar gevaarlijke liefde te verzaken, antwoordt zij te geloven in Edgardo’s standvastigheid ((cabaletta): Quando, rapito in estasi).
[Opmerking: in de Franse bewerking (Lucie de Lammermoor) zijn de beide openingsaria’s – op suggestie van Fanny Tacchinardi Persiani – door Donizetti vervangen door die van Rosmonda (Rosmonda d’Inghilterra (1834).]

#### Tweede toneel b
Edgardo komt – gehaast - op. Alisa betrekt de uitkijk.
Edgar vertelt dat hij morgen naar Frankrijk vertrekt om de wapenen tegen de partij van Enrico op te nemen, maar dat hij eerst haar hand zal vragen bij haar broer Enrico; de eeuwenoude vete tussen de families ten spijt. Lucia smeekt hem - gezien het karakter van haar broer - om hun liefde geheim te houden. Maar hij is aan de eed op het graf van zijn vader verplicht de familie-eer te wreken. Lucia kalmeert hem en zij wisselen plechtig ringen uit om elkaars eeuwige trouw te bezegelen, en elkaar voor elkaar als gehuwd te beschouwen. Er volgt een melodieus duet (Verranno a te sull’aure); deze melodie duikt op als centraal thema in de waanzinscène als zij zich haar huwelijk met Edgardo herinnert)

### Tweede bedrijf

#### Eerste toneel a
De vertrekken van Enrico op Lammermoor.
Enrico bespreekt bezorgd met Normanno of Lucia niet het met Arturo gearrangeerde huwelijk zal verstoren. Normanno heeft echter brieven van Edgardo onderschept en zelf een brief in elkaar gestoken, alsof Edgardo ook een andere vrouw bemint. Lucia komt – na het vertrek van Normanno - om Arturo te begroeten - lusteloos binnen. Zij antwoordt op zijn vraag (Appressati..), dat hij heel goed waarom zij zo bleek is (Duetto: Il pallor funesto..) Hij wil haar op gepaste wijze getrouwd zien met Arturo; zij beschouwt zich als getrouwd met Edgardo. Enrico geeft haar de (vervalste) brief van Edgardo. Hij wil dat ze Edgardo vergeet en Arturo huwt. Zij is geschokt en wil nog slechts dood. Met de klanken van de verwelkoming van Arturo op de achtergrond zet Enrico hard uiteen dat met de dood van Willem III hij zich met de katholieke partij van de Stuarts zal moeten liëren. Dat kan alleen als zij Arturo huwt. Anders is zij schuldig aan zijn dood door de beul.

#### Eerste toneel b
Lucia en de kapelaan Raimondo; deze scène vervalt vaak, maar om het afbrokkelend verzet van Lucia te begrijpen is deze scène essentieel.
Raimondo weet van het onderscheppen van de brieven van Edgardo, maar niet van de vervalsing door Normanno: hij is overtuigd van de ontrouw van Edgardo. Hij betoogt dat de wisseling van ringen als huwelijk ongeldig is voor God. Hij wijst haar op haar verplichtingen aan haar overleden moeder en haar broer (aria: Ah!, cedi, cedi): haar beloning zal ze in de hemel vinden.

#### Tweede toneel a
Ontvangstzaal van kasteel Lammermoor

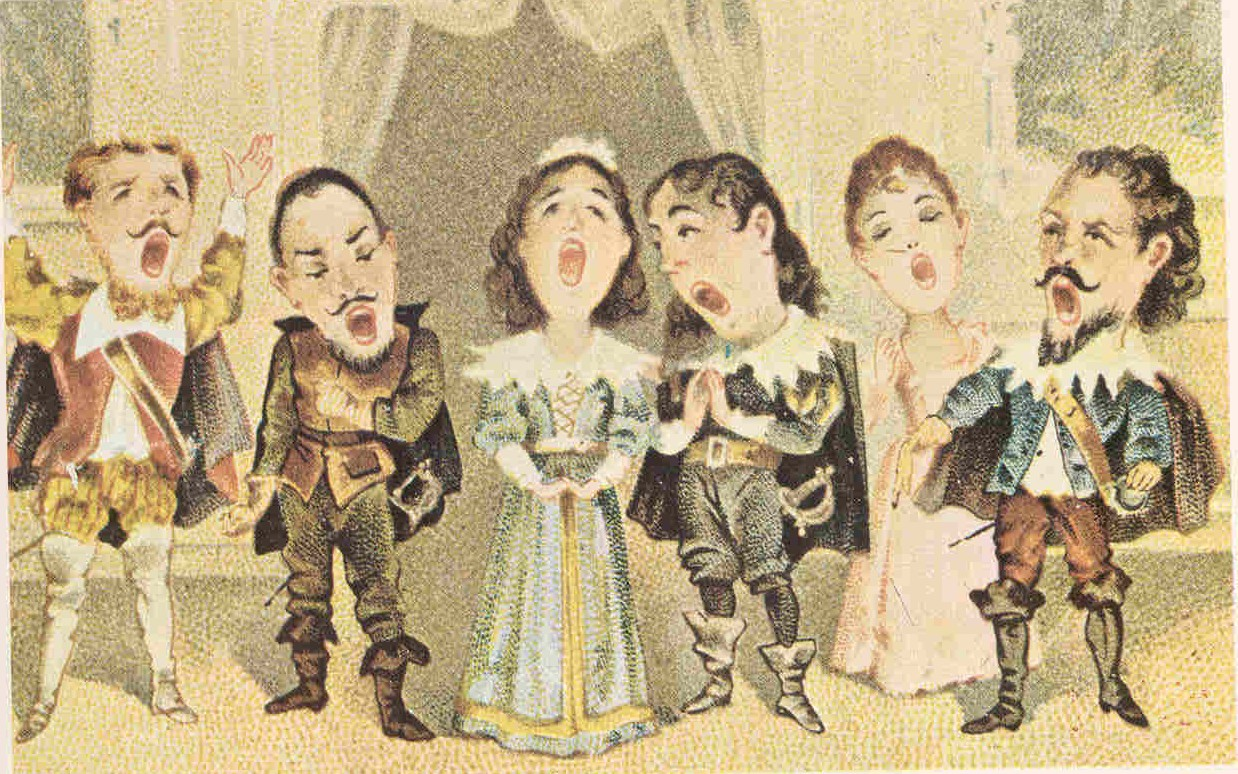
19e-eeuws cartoon sextet Lucia di Lammermoor

Als intermezzo van een opwindend unisono-koor (Per te d’immenso giubilo) zing Arturo - zelfvoldaan - dat met zijn komst de problemen van het huis zullen worden opgelost. Enrico vraagt – hypocriet - hem begrip te tonen voor Lucia’s droefheid: haar moeder is dood. Arturo noemt geruchten over de liefde van Edgardo voor Lucia; maar Lucia zelf komt binnen. Het huwelijkscontract wacht en half in zwijm tekent Lucia wat ze zelf haar doodvonnis noemt. Dan plotseling tumult: Edgardo komt binnen. Verbijsterde stilte en dan: Als opening van de finale het beroemde Sextet (in Des) van Lucia, Edgardo, Enrico, Arturo, Raimundo, Alisa en koor (Chi mi frena..) In een tot twee maal zich langzaam opbouwend crescendo wordt de schok van Edgardo’s binnenkomst uitgesponnen tot een baaierd van conflicterende emoties. Ieder bezingt vanuit zijn standpunt van wat hem bezielt op dit verbijsterende moment: Lucia in alle staten; Raimondo heeft medelijden met haar; Arturo en Enrico dreigen Edgardo te zwaard het pand te verlaten; Edgardo eist zijn vrouw op. Uiteindelijk bezweert Raimondo ieder de wapens neer te leggen. Hier wordt even aan voldaan. Edgardo bezweert dat Lucia zijn vrouw is, waarop Raimondo het huwelijkscontract toont. Op Lucia's antwoord, dat ze inderdaad getekend heeft, rukt Edgardo zijn ring af, vertrapt deze en vervloekt (inleidend stretta) het moment dat hij verliefd werd. Enrico, Arturo, de gasten vragen hem direct te vertrekken. Lucia valt op haar knieën en smeekt om verlossing. Edgardo gooit zijn zwaard weg en vraagt – met passend ontblote borst - om de genadestoot.
In deze stormachtige slotscène (finale concertato) keert in het rustiger tussenspel (tempo di mezzo) de melodie van de conversatie tussen Enrico en Arturo terug. Deze wat "ongemakkelijke poging tot een beschaafd gesprek" wordt ruw onderbroken, doordat Raimondo het contract presenteert. Lucia demonstreert haar verwarring met vage toespelingen op eerdere melodieën rond het tekenen van het huwelijkscontract De vervloeking van Edgardo brengt het snelle deel (stretta)(in D) op stoom, en er volgt het gebruikelijke werk: een aandringend unisono van Enrico (Esci fuggi) en zijn volgelingen; een (unisono koor met in octaaf gezongen) frases van spijt en berouw van Edgardo en Lucia. Het loopt uit op een nadrukkelijk coda.

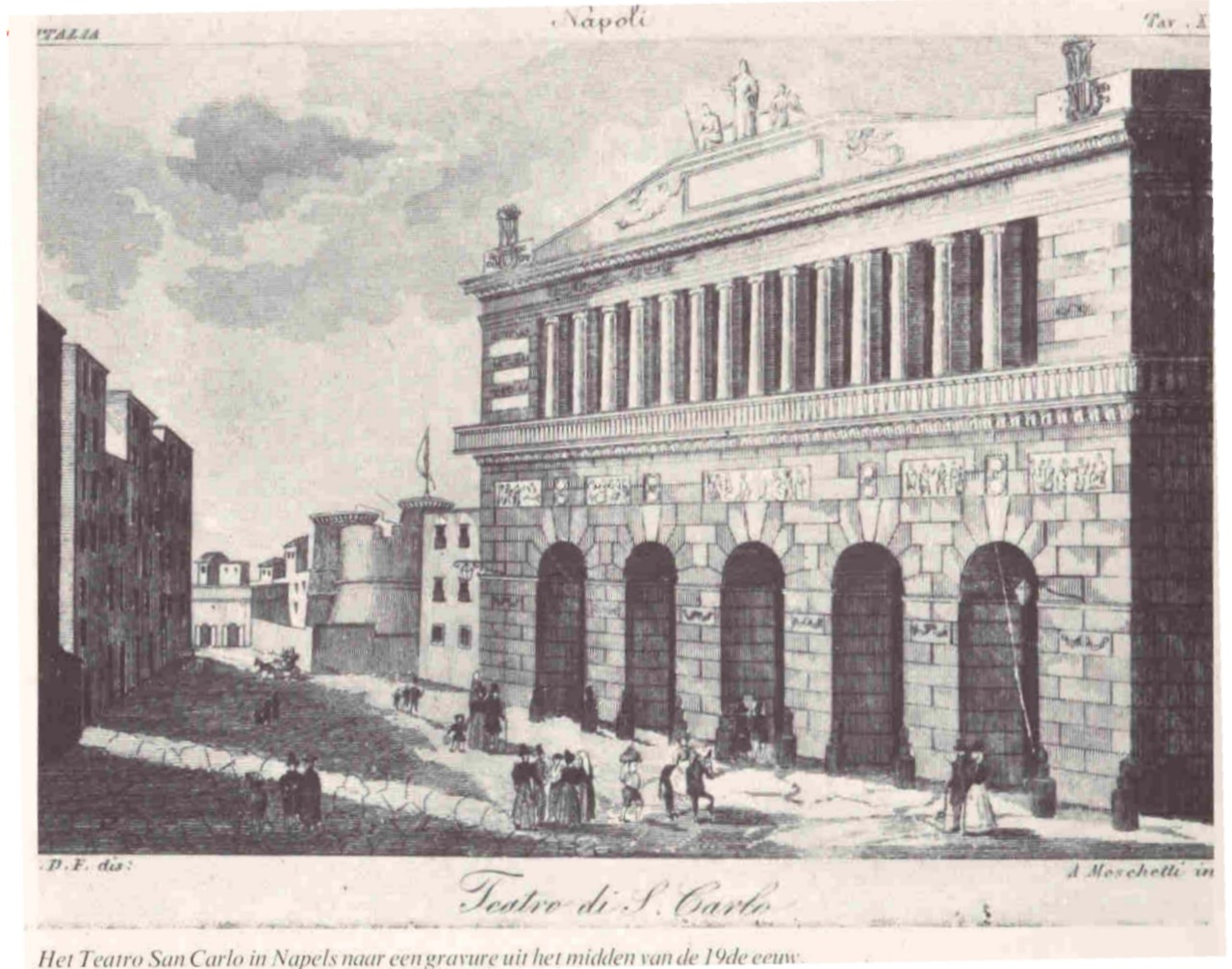
San Carlo theater in Napels

### Derde bedrijf

#### Eerste toneel
De vervallen zaal van het kasteel Ravenswood.
Deze scène vervalt vaak, wanneer alles op de sopraan is geconcentreerd. In het midden van de 19e eeuw werd deze torenscène juist tot de dramatische hoogtepunten gerekend.
Edgardo hoopt dat de woedende storm rond zijn toren het einde van de wereld voorspelt. Enrico komt binnen, pochend, dat Lucia juist nu de bruidsvertrekken binnen gaat, hij daagt hem uit tot een duel de volgende dag op het kerkhof van Ravenswood. Duet: Qui del padre.

#### Tweede toneel
Ontvangstzaal van kasteel Lammermoor
De gasten vieren het huwelijk van Lucia (koor: D’immenso giubilo). Plots wordt dit onderbroken door Raimondo, die (Larghetto: dalla Stanze ove Lucia..) vertelt dat hij een kreet uit de bruidssuite hoorde en daar is binnengebroken. Daar trof hij Arturo dood aan en Lucia met een bebloede dolk, die hem met een glimlach vroeg waar haar bruidegom was.
Waanzinscène Onder begeleiding van een fluit (die melodieën uit de scène bij de bron en het wisselen van de ringen speelt) komt Lucia op in een bebloede witte jurk. Ze denkt (Il dolce suono) dat haar huwelijk met Edgardo aanstaande is. Ze denkt – de melodieën citerend - terug aan de geest die ze bij de bron zag (cit.: Regnava nel silenzio) en het afscheid met Edgardo (cit.: Verranno a te). Dit Larghetto heeft de vorm van een thema met variaties, tegenwoordig uitlopend in een lange cadens voor fluit en sopraan. Donizetti heeft deze cadens niet uitgeschreven. Kennelijk vertrouwde hij erop, dat Fanny Tacchinardi Persiani, die bekend was om haar improvisaties, dat ter plekke zelf zou oplossen.
Hierna volgt een passage, waaruit gedeelten geschrapt worden in veel uitvoeringen:
Enrico komt binnen en is woedend op Lucia. Raimondo wijst hem erop, dat zijn zuster haar verstand verloren heeft en dat zij het slachtoffer is van zijn wreedheid. Vol wroeging luistert hij naar Lucia, die hoopt nu ze binnenkort sterft in de hemel met Edgardo verenigd te worden (cabaletta: Spargi d’amari pianto). Enrico vraagt Alisa en Raimondo Lucia naar haar vertrekken te brengen. Raimondo zet Normanno, die dit bloedvergieten heeft veroorzaakt, op zijn nummer.

#### Derde toneel
Kerkhof van Ravenswood

toneelbeeld van Bagnara (1844?)

Edgardo – te vroeg voor de afspraak – verwelkomt de dood door het zwaard van Enrico. Hij stelt zich Lucia voor als mooie bruid in de hemel. Hij neemt afscheid van de aarde. Lucia zou het graf van wie haar beminde moeten respecteren (Larghetto: Fra poco me).
Koor en opkomst van de bedienden van Lammermoor: de dag begon zo goed, maar eindigde in ellende. Edgardo hoort dat Lucia stervende is en naar hem vraagt. Een doodsklok klinkt. Raimondo houdt Edgardo tegen als hij naar Lucia wil: Lucia is al dood.
Edgardo denkt aan Lucia in de hemel: daar zullen zij verenigd zijn. (cabaletta: Tu che a Dio; de melodie wordt verdeeld over cello en tenor). Hij is vastbesloten te sterven. Raimondo en de anderen proberen hem tegen te houden, maar hij steekt zich met zijn eigen dolk neer.
Edgardo sterft met Lucia in zijn gedachten.

## Geselecteerde opnamen
| Jaar | Rolverdeling (Lucia, Edgardo, Enrico, Raimondo)                         | Dirigent, operagezelschap en orkest                                                                                         | Label                                                 |
| ---- | ----------------------------------------------------------------------- | --- | ----------------------------------------------------- |
| 1939 | Lina Pagliughi, Giovanni Malipiero, Giuseppe Manacchini, Luciano Neroni | Ugo Tansini, koor en orkest van de RAI                                                                                      | Audio-cd: Naxos Cat: 8.110150                         |
| 1952 | Maria Callas, Giuseppe di Stefano, Piero Campolonghi, Roberto Silva     | Guido Picco, Palacio de Bellas Artes, Mexico-Stad koor en orkest van het Palacio de Bellas Artes                            | Audio-cd: Melodram Cat: 1078712 (live uitvoering)     |
| 1953 | Maria Callas, Giuseppe di Stefano, Tito Gobbi, Raffaele Arié            | Tullio Serafin, koor en orkest van het Teatro alla Scala                                                                    | Audio-cd: EMI                                         |
| 1955 | Maria Callas, Giuseppe di Stefano, Rolando Panerai, Nicola Zaccaria     | Herbert von Karajan, Rias Sinfonie Orchester, koor van het Teatro alla Scala                                                | Audio-cd: Melodram Cat: 26004 (live uitvoering)       |
| 1957 | Roberta Peters, Jan Peerce, Philip Maero, Giorgio Tozzi                 | Erich Leinsdorf, koor en orkest van de Opera Roma                                                                           | Audio-cd: RCA Victor (Living Stereo) ASIN: B000003G44 |
| 1957 | Leyla Gencer, Giacinto Prandelli, Nino Carta, Antonio Massaria          | Oliviero de Fabritiis, koor en orkest van het Teatro Giuseppe Verdi (Triëst)                                                | Audio-cd: Arkadia                                     |
| 1959 | Maria Callas, Ferruccio Tagliavini, Piero Cappuccilli, Bernard Ładysz   | Tullio Serafin, koor en orkest van het Teatro alla Scala                                                                    | Audio-cd: EMI                                         |
| 1959 | Joan Sutherland, Jao Gibin, John Shaw, Joseph Rouleau                   | Tullio Serafin, koor en orkest van het Royal Opera House Covent Garden                                                      | Audio-cd: Golden Melodram (live uitvoering)           |
| 1961 | Joan Sutherland, Renato Cioni, Robert Merrill, Cesare Siepi             | John Pritchard, koor en orkest van de Accademia di Santa Cecilia                                                            | Audio-cd: Decca Records                               |
| 1965 | Anna Moffo, Carlo Bergonzi, Mario Sereni, Ezio Flagello                 | Georges Pretre, koor en orkest van de RCA Italiana                                                                          | Audio-cd: RCA                                         |
| 1970 | Beverly Sills, Carlo Bergonzi, Piero Cappuccilli, Justino Diaz          | Thomas Schippers, London Symphony Orchestra                                                                                 | Audio-cd: Westminster                                 |
| 1971 | Joan Sutherland, Luciano Pavarotti, Sherrill Milnes, Nicolai Ghiaurov   | Richard Bonynge, koor en orkest van het Royal Opera House Covent Garden                                                     | Audio-cd: Decca Cat: 4101932                          |
| 1976 | Montserrat Caballé, José Carreras, Vicente Sardinero, Samuel Ramey      | Jesús López Cobos | Audio-cd: Philips                                     |
| 1982 | Joan Sutherland, Alfredo Kraus, Pablo Elvira, Paul Plishka              | Richard Bonynge | dvd: Deutsche Grammophon                              |
| 1983 | June Anderson, Alfredo Kraus, Lorenzo Saccomani, Agostino Ferrin        | Gianluigi Gelmetti, koor en orkest van het Teatro Comunale di Firenze                                                       | Audio-cd: LS Cat:1117                                 |
| 1986 | Joan Sutherland, Richard Greager, Malcolm Donnelly, Clifford Grant      | Richard Bonynge, Australian Opera, Elizabethan Sydney Orchestra and Australian Opera Chorus                                 | dvd: Image Entertainment Cat: 5789RA                  |
| 1990 | Cheryl Studer, Plácido Domingo, Juan Pons, Samuel Ramey                 | Ion Marin, London Symphony Orchestra Ambrosian Opera Chorus                                                                 | Audio-cd: Deutsche Grammophon Cat: 4594912            |
| 1997 | Inva Mula Tchako                                                        | Eric Serra recorded 'the Mad Scene' for the Luc Besson Movie "The 5th Element". For the performance of "Diva Plava Laguna". | Audio-cd: Virgin Records 7243 8 44203 2 1             |
| 1998 | Andrea Rost, Bruce Ford, Anthony Michaels-Moore, Alastair Miles         | Charles Mackerras, The Hanover Band and the London Voices                                                                   | Audio-cd: Sony Classical Cat: 63174                   |
| 2002 | Natalie Dessay, Marcello Alvarez, Ludovic Tézier, Nicolas Cavallier     | Evelino Pidò, Orchestre et Chœur de l’Opéra National de Lyon                                                                | Franse versie cd: Celestial Audio CA 341              |
| 2002 | Natalie Dessay, Roberto Alagna, Ludovic Tézier, Nicolas Cavallier       | Evelino Pidò, Orchestre et Chœur de l’Opéra National de Lyon                                                                | Franse versie cd: EMI Classics Cat: 0724354552823     |
| 2002 | Patrizia Ciofi, Roberto Alagna, Ludovic Tézier, Nicolas Cavallier       | Evelino Pidò, Orchestre et Chœur de l’Opéra National de Lyon                                                                | Franse versie Video-dvd: TDK                          |

## Uitvoeringsgeschiedenis en receptie
De première was een groot succes. In dit “interregnum” van ongeveer tien jaar - tussen Bellini (die vier dagen voor de première was overleden) en de opkomende Verdi - was Donizetti mondiaal de toonaangevende operacomponist. Lucia di Lammermoor werd binnen enkele jaren in alle belangrijke operacentra van de oude en nieuwe wereld opgevoerd. Een lange rij grote sopranen heeft furore gemaakt met de hoofdrol. In onze tijd is een van de bekendsten Maria Callas, die met haar dramatische sopraan doorleefde uitvoeringen heeft gegeven. Oorspronkelijk zal Donizetti aan een lichtere stem dan die van Callas gedacht hebben. Ook de versies van Joan Sutherland en Renata Scotto zijn beroemd. Montserrat Caballé heeft een versie gemaakt waarbij veel van de later toegevoegde versieringen zijn verwijderd. 
Lucia di Lammermoor werd vaak met grote coupures gebracht. Zo wordt en werd vaak de torenscène of zelfs de kerkhofscène achterwege gelaten.
Enkele opmerkingen naar aanleiding van de opvoering van De Nederlandse Opera in november 2007 (en hernomen in maart/april 2014):
- De obligate begeleidende partij bij de waanzinscène had Donizetti oorspronkelijk toegedacht aan een armonica ofwel een glasharmonica (dat had hij eerder gedaan bij Elisabetta al castello di Kenilworth). Donizetti had die bij de door hem geleide voorstellingen al vervangen door een dwarsfluit. In deze uitvoering van DNO wordt die toch op een glasharmonica uitgevoerd om een griezelige, onaardse sfeer op te roepen of te versterken.
- Deze voorstelling is vrijwel compleet. Wel is ervoor gekozen om het slot van het tweede toneel in het tweede bedrijf direct na de waanzinscène te couperen.
- In deze regie is de locatie van de hele eerste akte verplaatst naar de slaapkamer van Lucia. Het bed uit de slaapkamer van Lucia komt in de slotscène terug als het doodsbed, waarop Edgardo zich stervend naast de dode Lucia neerlegt: een verwijzing naar Romeo en Julia.